# Well Hung Lover
Well Hung Lover est une pièce d'art urbain peinte par Banksy sur un mur de Frogmore Street à Bristol. 
Son titre est volontairement ambigu, signifiant à la fois « L'Amant bien pendu » ou « L'Amant bien membré ».
Elle est parfois appelée Naked Man Hanging From Window
, 
ou Naked Man
.
Peinte en 2006 sur le côté de ce qui était alors une clinique de santé sexuelle, la Brook Sexual Health Clinic, cette peinture est la première œuvre d'art de rue légale au Royaume-Uni. À la suite d'un sondage mené par le Conseil municipal de Bristol auprès de sa population, une autorisation en rétrospective et une protection ont été accordées à l'œuvre. Celle-ci représente un homme nu suspendu à une fenêtre, tandis qu'un homme en costume regarde dehors, à côté d'une femme en sous-vêtements.
En 2009, elle a été dégradée par un fusil à balles de peinture, ce qui a entraîné une restauration partielle de la part du conseil municipal. Des éclaboussures étaient encore visibles sur l'œuvre lorsqu'elle a été dégradée une deuxième fois en 2018 avec de la peinture noire en aérosol.

## Histoire

Well Hung Lover - Première dégradation.

Well Hung Lover est apparu à un moment où la politique du conseil municipal était de lutter contre les graffitis ; le conseil était initialement opposé à cette murale de Banksy. Cependant, certains résidents ont soutenu le travail, affirmant qu'il égayait l'environnement urbain. À la suite de pressions pour conserver l'œuvre d'art, le conseil municipal de Bristol a créé un sondage en ligne, toujours en 2006, demandant si elle devait ou non être conservée ; 97% des personnes interrogées l'ont soutenu, conduisant à l'octroi d'une autorisation rétrospective pour Well Hung Lover - la première œuvre d'art de rue légale au Royaume-Uni. Le conseil a souligné qu'il s'agissait d'une exception et que la ville n'endossait ni n'encourageait les graffitis en général.

### Dégradations
Dans la nuit du 22 juin 2009, 10 jours après le début de l'exposition Banksy vs. Bristol Museum au Bristol City Museum and Art Gallery, la peinture murale a été vandalisée par sept balles de peinture bleues tirées avec un fusil à paintball,. Le ou les auteurs n'ont jamais été identifiés, bien qu'un des suspects soit King Robbo en raison de sa rivalité avec Banksy à l'époque.
Le conseiller Gary Hopkins a décrit cet acte de vandalisme comme « décevant » et a promis que le conseil enlèverait les taches de peinture. Trois des sept éclaboussures ont depuis été enlevées, mais les autres ne pouvaient pas être enlevées sans endommager le travail, elles sont donc restées.

Well Hung Lover - Seconde dégradation.

Well Hung Lover a de nouveau été dégradé le 24 février 2018, avec des tags de graffitis noirs, à côté et en dessous de l'œuvre, avec les phrases « KAPE », « SOAK » et « FUCK BANKSY ». Les jambes de l'amoureux ont également été sérieusement endommagées,.

## Description
Well Hung Lover est un graffiti fait avec un pochoir et représente un homme nu suspendu à un rebord de fenêtre par son bras droit; sa main gauche recouvrant ses parties génitales. Un homme en habit regarde par la fenêtre munie de rideaux rouges tandis qu'une femme en sous-vêtements lui tient l'épaule.

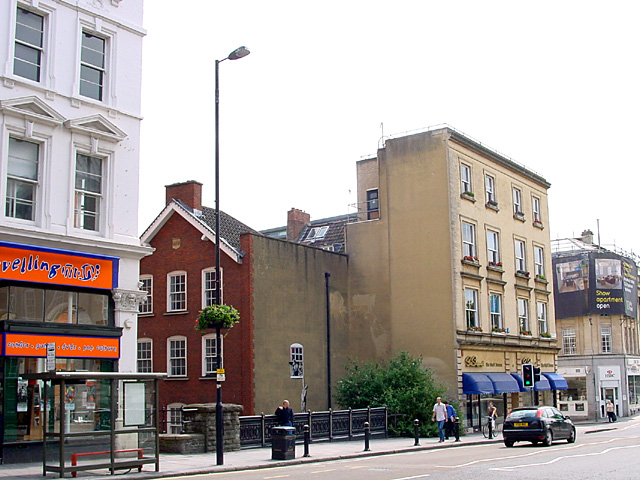
Le pont de la rue Park et la rue Frogmore, 12 juillet 2006.

Le scénario décrit est que l'homme en habit est le mari de la femme et, la soupçonnant d'avoir une liaison extraconjugale avec un homme, regarde par la fenêtre pour le chercher,.
Au moment de sa création, l'œuvre d'art avait été apposée sur le mur latéral d'une clinique de santé sexuelle sur Frogmore Street, qui a depuis déménagé. L'immeuble est occupé depuis 2014 par la Blackbeard to Banksy - The Ultimate Bristol Walking Tour, une agence qui organise des visites guidées sur l'histoire de Bristol, de son lien avec les pirates et de sa foissonante scène underground d'art urbain. La peinture murale étant à environ 5 mètres au-dessus du niveau de la rue, elle est mieux observée à partir du pont du la rue Park, qui surplombe la rue Frogmore.

### Création
Afin d'atteindre la hauteur appropriée et de maintenir le secret de la peinture murale lors de sa création, un échafaudage a été érigé contre le mur, le tout recouvert d'une bâche. Après trois jours, le conseil a enlevé l'échafaudage, découvrant ainsi l'œuvre d'art.

## Notes et références

Le pont de la rue Park et la rue Frogmore, 4 mars 2018.

### Articles Connexes
- Banksy
- Liste des œuvres endommagées ou détruites de Banksy
- Art urbain
- Art contemporain